# 1. Bundesliga 2015-16
La 1. Bundesliga 2015-16 fue la 53.ª edición de la Fußball-Bundesliga, la mayor competición futbolística de Alemania.
El campeonato constó de dieciocho equipos: Los mejores quince de la edición anterior, los dos mejores de la segunda división 2014-15 y el ganador de los play-offs de ascenso y descenso entre el puesto 16.° de la Bundesliga y el 3.° de la 2. Bundesliga. El Bayern Múnich era el campeón vigente. La temporada comenzó el 14 de agosto de 2015 y la última jornada tuvo lugar el 14 de mayo de 2016.

## Equipos
| Pos | Descendidos de 1. Bundesliga |
| --- | ---------------------------- |
| 17º | Friburgo                     |
| 18º | Paderborn                    |

| Pos | Ascendidos de 2. Bundesliga |
| --- | --------------------------- |
| 1º  | Ingolstadt                  |
| 2º  | Darmstadt                   |

Los 17 equipos siguientes han asegurado su permanencia para la edición 2015-16. El 18.º y último lugar lo ocupa el Hamburgo S.V., que ganó el "play-off" de ascenso y descenso ante el Karlsruher SC. Un total de 18 equipos participan en la edición de este año de la Bundesliga. De estos, 15 equipos calificados directamente de la 1. Bundesliga 2014-15 y los dos equipos estaban que directamente promovidos desde la 2. Bundesliga 2014-15: FC Ingolstadt 04, los campeones, y SV Darmstadt 98, los subcampeones.
| Equipo                                   | Ciudad          | Entrenador          | Estadio                        | Aforo  | Marca  | Patrocinador principal |
| ---------------------------------------- | --------------- | ------------------- | ------------------------------ | ------ | ------ | ---------------------- |
| F.C. Augsburgo                           | Augsburgo       | Markus Weinzierl    | WWK Arena                      | 30 660 | Nike   | AL-KO                  |
| Bayer 04 Leverkusen                      | Leverkusen      | Roger Schmidt       | BayArena                       | 30 210 | Adidas | LG                     |
| Bayern de Múnich                         | Múnich          | Pep Guardiola       | Allianz Arena                  | 75 000 | Adidas | T-Mobile               |
| Borussia Dortmund                        | Dortmund        | Thomas Tuchel       | Signal Iduna Park              | 80 645 | Puma   | Evonik                 |
| Borussia Mönchengladbach                 | Mönchengladbach | André Schubert      | Borussia-Park                  | 54 010 | Kappa  | Postbank               |
| 1. FC Colonia                            | Colonia         | Peter Stöger        | RheinEnergieStadion            | 50 000 | Erima  | REWE Group             |
| SV Darmstadt 98                          | Darmstadt       | Dirk Schuster       | Merck-Stadion am Böllenfalltor | 16 500 | Nike   | ABAS Software AG       |
| Eintracht Fráncfort                      | Fráncfort       | Niko Kovač          | Commerzbank-Arena              | 51 500 | Nike   | Alfa Romeo             |
| Hamburgo S.V.                            | Hamburgo        | Bruno Labbadia      | Volksparkstadion               | 57 000 | Adidas | Emirates               |
| Hannover 96                              | Hannover        | Daniel Stendel      | HDI-Arena                      | 49 000 | Jako   | Heinz von Heiden       |
| Hertha Berlín                            | Berlín          | Pál Dárdai          | Olímpico de Berlín             | 74 244 | Nike   | Deutsche Bahn          |
| TSG 1899 Hoffenheim                      | Sinsheim        | Julian Nagelsmann   | Wirsol Rhein-Neckar-Arena      | 30 150 | Lotto  | SAP                    |
| FC Ingolstadt 04                         | Ingolstadt      | Ralph Hasenhüttl    | Audi Sportpark                 | 15 445 | Adidas | Audi                   |
| Maguncia 05                              | Maguncia        | Martin Schmidt      | Coface Arena                   | 34 000 | Nike   | Entega                 |
| Schalke 04                               | Gelsenkirchen   | André Breitenreiter | Veltins-Arena                  | 61 973 | Adidas | Gazprom                |
| VfB Stuttgart                            | Stuttgart       | Jürgen Kramny       | Mercedes-Benz Arena            | 60 441 | Puma   | Mercedes-Benz Bank     |
| Werder Bremen                            | Bremen          | Víktor Skripnik     | Weserstadion                   | 42 100 | Nike   | Original Wiesenhof     |
| VfL Wolfsburgo                           | Wolfsburgo      | Dieter Hecking      | Volkswagen Arena               | 30 000 | Kappa  | Volkswagen             |
| Datos actualizados el 4 de abril de 2016 |                 |                     |                                |        |        |                        |

### Cambios de entrenadores
| Equipo                   | Entrenador (jornadas)                                                 |
| ------------------------ | --------------------------------------------------------------------- |
| Borussia Mönchengladbach | Lucien Favre (1-5) André Schubert (6-34)                              |
| TSG 1899 Hoffenheim      | Markus Gisdol (1-10) Huub Stevens (11-20) Julian Nagelsmann (21-34)   |
| VfB Stuttgart            | Alexander Zorniger (1-13) Jürgen Kramny (14-34)                       |
| Hannover 96              | Michael Frontzeck (1-17) Thomas Schaaf (18-28) Daniel Stendel (29-34) |
| Eintracht Frankfurt      | Armin Veh (1-25) Niko Kovač (26-34)                                   |

### Equipos porLänder
| Región                      | N.º | Equipos                                                                                   |
| --------------------------- | --- | ----------------------------------------------------------------------------------------- |
| Renania del Norte-Westfalia | 5   | Bayer Leverkusen, Borussia Mönchengladbach, Schalke 04, Borussia Dortmund y 1. FC Colonia |
| Baviera                     | 3   | Augsburgo, Ingolstadt 04 y Bayern de Múnich                                               |
| Baden-Wurtemberg            | 2   | Hoffenheim y VfB Stuttgart                                                                |
| Baja Sajonia                | 2   | Hannover 96 y Wolfsburgo                                                                  |
| Hesse                       | 2   | Eintracht Frankfurt y Darmstadt 98                                                        |
| Bremen                      | 1   | Werder Bremen                                                                             |
| Renania-Palatinado          | 1   | Mainz 05                                                                                  |
| Berlín                      | 1   | Hertha Berlín                                                                             |
| Hamburgo                    | 1   | Hamburgo                                                                                  |

## Clasificación
|  | Pos. | Equipo                   | PJ | PG | PE | PP | GF | GC | Dif. | Pts. |
|  | ---- | ------------------------ | -- | -- | -- | -- | -- | -- | ---- | ---- |
|  | 1.   | Bayern Múnich            | 34 | 28 | 4  | 2  | 80 | 17 | +63  | 88   |
|  | 2.   | Borussia Dortmund        | 34 | 24 | 6  | 4  | 82 | 34 | +48  | 78   |
|  | 3.   | Bayer Leverkusen         | 34 | 18 | 6  | 10 | 56 | 40 | +16  | 60   |
|  | 4.   | Borussia Mönchengladbach | 34 | 17 | 4  | 13 | 67 | 50 | +17  | 55   |
|  | 5.   | Schalke 04               | 34 | 15 | 7  | 12 | 51 | 49 | +2   | 52   |
|  | 6.   | Maguncia 05              | 34 | 14 | 8  | 12 | 46 | 42 | +4   | 50   |
|  | 7.   | Hertha Berlín            | 34 | 14 | 8  | 12 | 42 | 42 | 0    | 50   |
|  | 8.   | Wolfsburgo               | 34 | 12 | 9  | 13 | 47 | 49 | -2   | 45   |
|  | 9.   | Colonia                  | 34 | 10 | 13 | 11 | 38 | 42 | -4   | 43   |
|  | 10.  | Hamburgo                 | 34 | 11 | 8  | 15 | 40 | 46 | -6   | 41   |
|  | 11.  | Ingolstadt 04            | 34 | 10 | 10 | 14 | 33 | 42 | -9   | 40   |
|  | 12.  | Augsburgo                | 34 | 9  | 11 | 14 | 42 | 52 | -10  | 38   |
|  | 13.  | Werder Bremen            | 34 | 10 | 8  | 16 | 50 | 65 | -15  | 38   |
|  | 14.  | Darmstadt 98             | 34 | 9  | 11 | 14 | 38 | 53 | -15  | 38   |
|  | 15.  | Hoffenheim               | 34 | 9  | 10 | 15 | 39 | 54 | -15  | 37   |
|  | 16.  | Eintracht Fráncfort      | 34 | 9  | 9  | 16 | 34 | 52 | -18  | 36   |
|  | 17.  | Stuttgart                | 34 | 9  | 6  | 19 | 50 | 75 | -25  | 33   |
|  | 18.  | Hannover 96              | 34 | 7  | 4  | 23 | 31 | 62 | -31  | 25   |

Nota:
- Debido a que el campeón de la Copa de Alemania 2015-16 (Bayern Múnich) está clasificado a la Liga de Campeones 2016-17, el lugar que otorga dicho torneo en la Liga Europea 2016-17 pasa al 7º clasificado.

|  | Clasificado para la Fase de grupos de la Liga de Campeones 2016-17.                                 |
|  | Clasificado para la Cuarta ronda previa (play-off) de la Liga de Campeones 2016-17.                 |
|  | Clasificado para la Fase de grupos de la Liga Europea 2016-17.                                      |
|  | Clasificado para la Tercera ronda previa de la Liga Europea 2016-17.                                |
|  | Play-off por la permanencia en la 1. Bundesliga contra el tercer lugar de la 2. Bundesliga 2015-16. |
|  | Descendido a la 2. Bundesliga 2016-17.                                                              |

### Evolución de las posiciones
| Equipo / Jornada         | 1  | 2  | 3  | 4  | 5  | 6  | 7  | 8  | 9  | 10 | 11 | 12 | 13 | 14 | 15 | 16 | 17 | 18 | 19 | 20 | 21 | 22 | 23 | 24 | 25 | 26 | 27 | 28 | 29 | 30 | 31 | 32 | 33 | 34 |
| Equipo / Jornada         |    |    |    |    |    |    |    |    |    |    |    |    |    |    |    |    |    |    |    |    |    |    |    |    |    |    |    |    |    |    |    |    |    |    |
| ------------------------ | -- | -- | -- | -- | -- | -- | -- | -- | -- | -- | -- | -- | -- | -- | -- | -- | -- | -- | -- | -- | -- | -- | -- | -- | -- | -- | -- | -- | -- | -- | -- | -- | -- | -- |
| Bayern Múnich            | 1  | 2  | 2  | 2  | 2  | 1  | 1  | 1  | 1  | 1  | 1  | 1  | 1  | 1  | 1  | 1  | 1  | 1  | 1  | 1  | 1  | 1  | 1  | 1  | 1  | 1  | 1  | 1  | 1  | 1  | 1  | 1  | 1  | 1  |
| Borussia Dortmund        | 2  | 1  | 1  | 1  | 1  | 2  | 2  | 2  | 2  | 2  | 2  | 2  | 2  | 2  | 2  | 2  | 2  | 2  | 2  | 2  | 2  | 2  | 2  | 2  | 2  | 2  | 2  | 2  | 2  | 2  | 2  | 2  | 2  | 2  |
| Bayer Leverkusen         | 5  | 3  | 6  | 13 | 13 | 11 | 5  | 7  | 7  | 6  | 7  | 8  | 6  | 6  | 8  | 6  | 5  | 5  | 4  | 5  | 3  | 4  | 6  | 7  | 8  | 7  | 6  | 5  | 4  | 3  | 3  | 3  | 3  | 3  |
| Borussia Mönchengladbach | 17 | 18 | 18 | 18 | 18 | 16 | 14 | 13 | 10 | 7  | 5  | 6  | 5  | 4  | 3  | 5  | 4  | 4  | 6  | 6  | 7  | 5  | 4  | 4  | 6  | 4  | 5  | 4  | 5  | 5  | 5  | 4  | 4  | 4  |
| Schalke 04               | 3  | 4  | 9  | 5  | 4  | 3  | 3  | 3  | 3  | 3  | 4  | 5  | 7  | 8  | 6  | 8  | 6  | 6  | 5  | 4  | 5  | 6  | 7  | 6  | 4  | 5  | 4  | 7  | 7  | 7  | 7  | 6  | 7  | 5  |
| Maguncia 05              | 15 | 8  | 5  | 10 | 7  | 9  | 12 | 8  | 11 | 13 | 12 | 9  | 11 | 9  | 7  | 7  | 8  | 8  | 8  | 7  | 6  | 7  | 5  | 5  | 5  | 6  | 7  | 6  | 6  | 6  | 6  | 7  | 5  | 6  |
| Hertha Berlín            | 8  | 7  | 10 | 7  | 11 | 5  | 6  | 4  | 5  | 5  | 6  | 4  | 4  | 5  | 4  | 3  | 3  | 3  | 3  | 3  | 4  | 3  | 3  | 3  | 3  | 3  | 3  | 3  | 3  | 4  | 4  | 5  | 6  | 7  |
| Wolfsburgo               | 6  | 6  | 3  | 3  | 3  | 4  | 4  | 9  | 4  | 4  | 3  | 3  | 3  | 3  | 5  | 4  | 7  | 7  | 7  | 8  | 8  | 8  | 8  | 8  | 7  | 8  | 8  | 8  | 8  | 8  | 10 | 10 | 8  | 8  |
| Colonia                  | 4  | 5  | 4  | 8  | 5  | 7  | 7  | 5  | 6  | 9  | 9  | 7  | 9  | 10 | 10 | 10 | 9  | 9  | 9  | 9  | 9  | 9  | 10 | 10 | 12 | 9  | 9  | 11 | 11 | 10 | 8  | 8  | 9  | 9  |
| Hamburgo                 | 18 | 10 | 13 | 12 | 10 | 6  | 10 | 11 | 12 | 10 | 10 | 11 | 10 | 7  | 9  | 9  | 10 | 11 | 11 | 13 | 11 | 12 | 11 | 11 | 10 | 12 | 12 | 10 | 10 | 12 | 11 | 11 | 12 | 10 |
| Ingolstadt 04            | 7  | 9  | 7  | 9  | 6  | 8  | 8  | 6  | 8  | 8  | 8  | 10 | 8  | 11 | 11 | 11 | 11 | 10 | 10 | 10 | 12 | 10 | 9  | 9  | 9  | 10 | 10 | 9  | 9  | 9  | 9  | 9  | 10 | 11 |
| Augsburgo                | 14 | 14 | 15 | 14 | 14 | 14 | 16 | 16 | 18 | 18 | 18 | 18 | 17 | 16 | 16 | 13 | 12 | 13 | 12 | 14 | 14 | 13 | 13 | 13 | 14 | 13 | 15 | 16 | 15 | 14 | 12 | 12 | 11 | 12 |
| Werder Bremen            | 16 | 15 | 11 | 6  | 9  | 13 | 13 | 14 | 16 | 14 | 16 | 14 | 14 | 15 | 15 | 14 | 16 | 16 | 16 | 16 | 16 | 16 | 16 | 15 | 13 | 15 | 14 | 15 | 16 | 16 | 16 | 15 | 16 | 13 |
| Darmstadt 98             | 9  | 11 | 12 | 11 | 12 | 10 | 9  | 10 | 9  | 11 | 13 | 13 | 13 | 12 | 12 | 12 | 13 | 12 | 14 | 11 | 13 | 14 | 14 | 14 | 15 | 14 | 13 | 13 | 13 | 11 | 13 | 14 | 13 | 14 |
| Hoffenheim               | 13 | 16 | 14 | 15 | 15 | 17 | 15 | 15 | 17 | 17 | 17 | 17 | 18 | 18 | 18 | 17 | 18 | 17 | 17 | 17 | 17 | 17 | 17 | 17 | 17 | 17 | 16 | 14 | 14 | 13 | 14 | 13 | 14 | 15 |
| Eintracht Fráncfort      | 12 | 13 | 8  | 4  | 8  | 12 | 11 | 12 | 13 | 12 | 11 | 12 | 12 | 13 | 13 | 15 | 14 | 14 | 13 | 15 | 15 | 15 | 15 | 16 | 16 | 16 | 17 | 17 | 17 | 17 | 17 | 16 | 15 | 16 |
| Stuttgart                | 11 | 17 | 17 | 17 | 17 | 15 | 17 | 18 | 15 | 16 | 15 | 16 | 16 | 17 | 17 | 18 | 15 | 15 | 15 | 12 | 10 | 11 | 12 | 12 | 11 | 11 | 11 | 12 | 12 | 15 | 15 | 17 | 17 | 17 |
| Hannover 96              | 10 | 12 | 16 | 16 | 16 | 18 | 18 | 17 | 14 | 15 | 14 | 15 | 15 | 14 | 14 | 16 | 17 | 18 | 18 | 18 | 18 | 18 | 18 | 18 | 18 | 18 | 18 | 18 | 18 | 18 | 18 | 18 | 18 | 18 |

## Resultados
- Los horarios corresponden al huso horario de Alemania (Hora central europea): UTC+1 en horario estándar y UTC+2 en horario de verano

### Primera vuelta
| Bayern Múnich     | 5 - 0 | Hamburgo                 | Allianz Arena                  | 14 de agosto | 20:30 |
| Bayer Leverkusen  | 2 - 1 | Hoffenheim               | BayArena                       | 15 de agosto | 15:30 |
| Augsburgo         | 0 - 1 | Hertha Berlín            | WWK Arena                      | 15 de agosto | 15:30 |
| Werder Bremen     | 0 - 3 | Schalke 04               | Weserstadion                   | 15 de agosto | 15:30 |
| Mainz 05          | 0 - 1 | Ingolstadt 04            | Coface Arena                   | 15 de agosto | 15:30 |
| Darmstadt 98      | 2 - 2 | Hannover 96              | Merck-Stadion am Böllenfalltor | 15 de agosto | 15:30 |
| Borussia Dortmund | 4 - 0 | Borussia Mönchengladbach | Signal Iduna Park              | 15 de agosto | 18:30 |
| Wolfsburgo        | 2 - 1 | Eintracht Frankfurt      | Volkswagen Arena               | 16 de agosto | 15:30 |
| Stuttgart         | 1 - 3 | Colonia                  | Mercedes-Benz Arena            | 16 de agosto | 17:30 |

| Hertha Berlín            | 1 - 1 | Werder Bremen     | Olímpico de Berlín        | 21 de agosto | 20:30 |
| Schalke 04               | 1 - 1 | Darmstadt 98      | Veltins-Arena             | 22 de agosto | 15:30 |
| Eintracht Frankfurt      | 1 - 1 | Augsburgo         | Commerzbank-Arena         | 22 de agosto | 15:30 |
| Colonia                  | 1 - 1 | Wolfsburgo        | RheinEnergieStadion       | 22 de agosto | 15:30 |
| Hannover 96              | 0 - 1 | Bayer Leverkusen  | HDI-Arena                 | 22 de agosto | 15:30 |
| Hoffenheim               | 1 - 2 | Bayern Múnich     | Wirsol Rhein-Neckar-Arena | 22 de agosto | 15:30 |
| Hamburgo                 | 3 - 2 | Stuttgart         | Volksparkstadion          | 22 de agosto | 18:30 |
| Ingolstadt 04            | 0 - 4 | Borussia Dortmund | Audi Sportpark            | 23 de agosto | 15:30 |
| Borussia Mönchengladbach | 1 - 2 | Mainz 05          | Borussia-Park             | 23 de agosto | 17:30 |

| Wolfsburgo        | 3 - 0 | Schalke 04               | Volkswagen Arena               | 28 de agosto | 20:30 |
| Stuttgart         | 1 - 4 | Eintracht Frankfurt      | Mercedes-Benz Arena            | 29 de agosto | 15:30 |
| Augsburgo         | 0 - 1 | Ingolstadt 04            | WWK Arena                      | 29 de agosto | 15:30 |
| Colonia           | 2 - 1 | Hamburgo                 | RheinEnergieStadion            | 29 de agosto | 15:30 |
| Mainz 05          | 3 - 0 | Hannover 96              | Coface Arena                   | 29 de agosto | 15:30 |
| Darmstadt 98      | 0 - 0 | Hoffenheim               | Merck-Stadion am Böllenfalltor | 29 de agosto | 15:30 |
| Bayern Múnich     | 3 - 0 | Bayer Leverkusen         | Allianz Arena                  | 29 de agosto | 18:30 |
| Borussia Dortmund | 3 - 1 | Hertha Berlín            | Signal Iduna Park              | 30 de agosto | 15:30 |
| Werder Bremen     | 2 - 1 | Borussia Mönchengladbach | Weserstadion                   | 30 de agosto | 17:30 |

| Borussia Mönchengladbach | 0 - 3 | Hamburgo          | Borussia-Park             | 11 de septiembre | 20:30 |
| Bayern Múnich            | 2 - 1 | Augsburgo         | Allianz Arena             | 12 de septiembre | 15:30 |
| Bayer Leverkusen         | 0 - 1 | Darmstadt 98      | BayArena                  | 12 de septiembre | 15:30 |
| Hannover 96              | 2 - 4 | Borussia Dortmund | HDI-Arena                 | 12 de septiembre | 15:30 |
| Hertha Berlín            | 2 - 1 | Stuttgart         | Olímpico de Berlín        | 12 de septiembre | 15:30 |
| Ingolstadt 04            | 0 - 0 | Wolfsburgo        | Audi Sportpark            | 12 de septiembre | 15:30 |
| Eintracht Frankfurt      | 6 - 2 | Colonia           | Commerzbank-Arena         | 12 de septiembre | 18:30 |
| Hoffenheim               | 1 - 3 | Werder Bremen     | Wirsol Rhein-Neckar-Arena | 13 de septiembre | 15:30 |
| Schalke 04               | 2 - 1 | Mainz 05          | Veltins-Arena             | 13 de septiembre | 17:30 |

| Mainz 05          | 3 - 1 | Hoffenheim               | Coface Arena                   | 18 de septiembre | 20:30 |
| Wolfsburgo        | 2 - 0 | Hertha Berlín            | Volkswagen Arena               | 19 de septiembre | 15:30 |
| Hamburgo          | 0 - 0 | Eintracht Frankfurt      | Volksparkstadion               | 19 de septiembre | 15:30 |
| Werder Bremen     | 0 - 1 | Ingolstadt 04            | Weserstadion                   | 19 de septiembre | 15:30 |
| Colonia           | 1 - 0 | Borussia Mönchengladbach | RheinEnergieStadion            | 19 de septiembre | 15:30 |
| Darmstadt 98      | 0 - 3 | Bayern Múnich            | Merck-Stadion am Böllenfalltor | 19 de septiembre | 15:30 |
| Stuttgart         | 0 - 1 | Schalke 04               | Mercedes-Benz Arena            | 20 de septiembre | 15:30 |
| Borussia Dortmund | 3 - 0 | Bayer Leverkusen         | Signal Iduna Park              | 20 de septiembre | 17:30 |
| Augsburgo         | 2 - 0 | Hannover 96              | WWK Arena                      | 20 de septiembre | 17:30 |

| Bayern Múnich            | 5 - 1 | Wolfsburgo          | Allianz Arena                  | 22 de septiembre | 20:00 |
| Hertha Berlín            | 2 - 0 | Colonia             | Olímpico de Berlín             | 22 de septiembre | 20:00 |
| Ingolstadt 04            | 0 - 1 | Hamburgo            | Audi Sportpark                 | 22 de septiembre | 20:00 |
| Darmstadt 98             | 2 - 1 | Werder Bremen       | Merck-Stadion am Böllenfalltor | 22 de septiembre | 20:00 |
| Schalke 04               | 2 - 0 | Eintracht Frankfurt | Veltins-Arena                  | 23 de septiembre | 20:00 |
| Bayer Leverkusen         | 1 - 0 | Mainz 05            | BayArena                       | 23 de septiembre | 20:00 |
| Borussia Mönchengladbach | 4 - 2 | Augsburgo           | Borussia-Park                  | 23 de septiembre | 20:00 |
| Hannover 96              | 1 - 3 | Stuttgart           | HDI-Arena                      | 23 de septiembre | 20:00 |
| Hoffenheim               | 1 - 1 | Borussia Dortmund   | Wirsol Rhein-Neckar-Arena      | 23 de septiembre | 20:00 |

| Colonia             | 1 - 1 | Ingolstadt 04            | RheinEnergieStadion | 25 de septiembre | 20:30 |
| Wolfsburgo          | 1 - 1 | Hannover 96              | Volkswagen Arena    | 26 de septiembre | 15:30 |
| Stuttgart           | 1 - 3 | Borussia Mönchengladbach | Mercedes-Benz Arena | 26 de septiembre | 15:30 |
| Augsburgo           | 1 - 3 | Hoffenheim               | WWK Arena           | 26 de septiembre | 15:30 |
| Werder Bremen       | 0 - 3 | Bayer Leverkusen         | Weserstadion        | 26 de septiembre | 15:30 |
| Mainz 05            | 0 - 3 | Bayern Múnich            | Coface Arena        | 26 de septiembre | 15:30 |
| Hamburgo            | 0 - 1 | Schalke 04               | Volksparkstadion    | 26 de septiembre | 18:30 |
| Eintracht Frankfurt | 1 - 1 | Hertha Berlín            | Commerzbank-Arena   | 27 de septiembre | 15:30 |
| Borussia Dortmund   | 2 - 2 | Darmstadt 98             | Signal Iduna Park   | 27 de septiembre | 17:30 |

| Darmstadt 98             | 2 - 3 | Mainz 05            | Merck-Stadion am Böllenfalltor | 2 de octubre | 20:30 |
| Borussia Mönchengladbach | 2 - 0 | Wolfsburgo          | Borussia-Park                  | 3 de octubre | 15:30 |
| Hannover 96              | 1 - 0 | Werder Bremen       | HDI-Arena                      | 3 de octubre | 15:30 |
| Hertha Berlín            | 3 - 0 | Hamburgo            | Olímpico de Berlín             | 3 de octubre | 15:30 |
| Hoffenheim               | 2 - 2 | Stuttgart           | Wirsol Rhein-Neckar-Arena      | 3 de octubre | 15:30 |
| Ingolstadt 04            | 2 - 0 | Eintracht Frankfurt | Audi Sportpark                 | 3 de octubre | 15:30 |
| Schalke 04               | 0 - 3 | Colonia             | Veltins-Arena                  | 4 de octubre | 15:30 |
| Bayern Múnich            | 5 - 1 | Borussia Dortmund   | Allianz Arena                  | 4 de octubre | 17:30 |
| Bayer Leverkusen         | 1 - 1 | Augsburgo           | BayArena                       | 4 de octubre | 17:30 |

| Mainz 05            | 0 - 2 | Borussia Dortmund        | Coface Arena        | 16 de octubre | 20:30 |
| Schalke 04          | 2 - 1 | Hertha Berlín            | Veltins-Arena       | 17 de octubre | 15:30 |
| Wolfsburgo          | 4 - 2 | Hoffenheim               | Volkswagen Arena    | 17 de octubre | 15:30 |
| Hamburgo            | 0 - 0 | Bayer Leverkusen         | Volksparkstadion    | 17 de octubre | 15:30 |
| Augsburgo           | 0 - 2 | Darmstadt 98             | WWK Arena           | 17 de octubre | 15:30 |
| Werder Bremen       | 0 - 1 | Bayern Múnich            | Weserstadion        | 17 de octubre | 15:30 |
| Eintracht Frankfurt | 1 - 5 | Borussia Mönchengladbach | Commerzbank-Arena   | 17 de octubre | 18:30 |
| Colonia             | 0 - 1 | Hannover 96              | RheinEnergieStadion | 18 de octubre | 15:30 |
| Stuttgart           | 1 - 0 | Ingolstadt 04            | Mercedes-Benz Arena | 18 de octubre | 17:30 |

| Hoffenheim               | 0 - 1 | Hamburgo            | Wirsol Rhein-Neckar-Arena      | 23 de octubre | 20:30 |
| Bayern Múnich            | 4 - 0 | Colonia             | Allianz Arena                  | 24 de octubre | 15:30 |
| Bayer Leverkusen         | 4 - 3 | Stuttgart           | BayArena                       | 24 de octubre | 15:30 |
| Hannover 96              | 1 - 2 | Eintracht Frankfurt | HDI-Arena                      | 24 de octubre | 15:30 |
| Mainz 05                 | 1 - 3 | Werder Bremen       | Coface Arena                   | 24 de octubre | 15:30 |
| Darmstadt 98             | 0 - 1 | Wolfsburgo          | Merck-Stadion am Böllenfalltor | 24 de octubre | 15:30 |
| Ingolstadt 04            | 0 - 1 | Hertha Berlín       | Audi Sportpark                 | 24 de octubre | 18:30 |
| Borussia Dortmund        | 5 - 1 | Augsburgo           | Signal Iduna Park              | 25 de octubre | 15:30 |
| Borussia Mönchengladbach | 3 - 1 | Schalke 04          | Borussia-Park                  | 25 de octubre | 17:30 |

| Eintracht Frankfurt | 0 - 0 | Bayern Múnich            | Commerzbank-Arena   | 30 de octubre  | 20:30 |
| Schalke 04          | 1 - 1 | Ingolstadt 04            | Veltins-Arena       | 31 de octubre  | 15:30 |
| Augsburgo           | 3 - 3 | Mainz 05                 | WWK Arena           | 31 de octubre  | 15:30 |
| Werder Bremen       | 1 - 3 | Borussia Dortmund        | Weserstadion        | 31 de octubre  | 15:30 |
| Colonia             | 0 - 0 | Hoffenheim               | RheinEnergieStadion | 31 de octubre  | 15:30 |
| Hertha Berlín       | 1 - 4 | Borussia Mönchengladbach | Olímpico de Berlín  | 31 de octubre  | 15:30 |
| Wolfsburgo          | 2 - 1 | Bayer Leverkusen         | Volkswagen Arena    | 31 de octubre  | 18:30 |
| Stuttgart           | 2 - 0 | Darmstadt 98             | Mercedes-Benz Arena | 1 de noviembre | 15:30 |
| Hamburgo            | 1 - 2 | Hannover 96              | Volksparkstadion    | 1 de noviembre | 17:30 |

| Hannover 96              | 1 - 3 | Hertha Berlín       | HDI-Arena                      | 6 de noviembre | 20:30 |
| Bayern Múnich            | 4 - 0 | Stuttgart           | Allianz Arena                  | 7 de noviembre | 15:30 |
| Bayer Leverkusen         | 1 - 2 | Colonia             | BayArena                       | 7 de noviembre | 15:30 |
| Borussia Mönchengladbach | 0 - 0 | Ingolstadt 04       | Borussia-Park                  | 7 de noviembre | 15:30 |
| Hoffenheim               | 0 - 0 | Eintracht Frankfurt | Wirsol Rhein-Neckar-Arena      | 7 de noviembre | 15:30 |
| Mainz 05                 | 2 - 0 | Wolfsburgo          | Coface Arena                   | 7 de noviembre | 15:30 |
| Darmstadt 98             | 1 - 1 | Hamburgo            | Merck-Stadion am Böllenfalltor | 7 de noviembre | 18:30 |
| Borussia Dortmund        | 3 - 2 | Schalke 04          | Signal Iduna Park              | 8 de noviembre | 15:30 |
| Augsburgo                | 1 - 2 | Werder Bremen       | WWK Arena                      | 8 de noviembre | 17:30 |

| Hamburgo                 | 3 - 1 | Borussia Dortmund | Volksparkstadion    | 20 de noviembre | 20:30 |
| Borussia Mönchengladbach | 2 - 1 | Hannover 96       | Borussia-Park       | 21 de noviembre | 15:30 |
| Wolfsburgo               | 6 - 0 | Werder Bremen     | Volkswagen Arena    | 21 de noviembre | 15:30 |
| Stuttgart                | 0 - 4 | Augsburgo         | Mercedes-Benz Arena | 21 de noviembre | 15:30 |
| Eintracht Frankfurt      | 1 - 3 | Bayer Leverkusen  | Commerzbank-Arena   | 21 de noviembre | 15:30 |
| Colonia                  | 0 - 0 | Mainz 05          | RheinEnergieStadion | 21 de noviembre | 15:30 |
| Schalke 04               | 1 - 3 | Bayern Múnich     | Veltins-Arena       | 21 de noviembre | 18:30 |
| Hertha Berlín            | 1 - 0 | Hoffenheim        | Olímpico de Berlín  | 22 de noviembre | 15:30 |
| Ingolstadt 04            | 3 - 1 | Darmstadt 98      | Audi Sportpark      | 22 de noviembre | 17:30 |

| Darmstadt 98      | 0 - 0 | Colonia                  | Merck-Stadion am Böllenfalltor | 27 de noviembre | 20:30 |
| Bayern Múnich     | 2 - 0 | Hertha Berlín            | Allianz Arena                  | 28 de noviembre | 15:30 |
| Werder Bremen     | 1 - 3 | Hamburgo                 | Weserstadion                   | 28 de noviembre | 15:30 |
| Hannover 96       | 4 - 0 | Ingolstadt 04            | HDI-Arena                      | 28 de noviembre | 15:30 |
| Hoffenheim        | 3 - 3 | Borussia Mönchengladbach | Wirsol Rhein-Neckar-Arena      | 28 de noviembre | 15:30 |
| Mainz 05          | 2 - 1 | Eintracht Frankfurt      | Coface Arena                   | 28 de noviembre | 15:30 |
| Borussia Dortmund | 4 - 1 | Stuttgart                | Signal Iduna Park              | 29 de noviembre | 15:30 |
| Bayer Leverkusen  | 1 - 1 | Schalke 04               | BayArena                       | 29 de noviembre | 17:30 |
| Augsburgo         | 0 - 0 | Wolfsburgo               | WWK Arena                      | 29 de noviembre | 17:30 |

| Schalke 04               | 3 - 1 | Hannover 96       | Veltins-Arena       | 4 de diciembre | 20:30 |
| Borussia Mönchengladbach | 3 - 1 | Bayern Múnich     | Borussia-Park       | 5 de diciembre | 15:30 |
| Hamburgo                 | 1 - 3 | Mainz 05          | Volksparkstadion    | 5 de diciembre | 15:30 |
| Colonia                  | 0 - 1 | Augsburgo         | RheinEnergieStadion | 5 de diciembre | 15:30 |
| Hertha Berlín            | 2 - 1 | Bayer Leverkusen  | Olímpico de Berlín  | 5 de diciembre | 15:30 |
| Ingolstadt 04            | 1 - 1 | Hoffenheim        | Audi Sportpark      | 5 de diciembre | 15:30 |
| Wolfsburgo               | 1 - 2 | Borussia Dortmund | Volkswagen Arena    | 5 de diciembre | 18:30 |
| Stuttgart                | 1 - 1 | Werder Bremen     | Mercedes-Benz Arena | 6 de diciembre | 15:30 |
| Eintracht Frankfurt      | 0 - 1 | Darmstadt 98      | Commerzbank-Arena   | 6 de diciembre | 17:30 |

| Mainz 05          | 0 - 0 | Stuttgart                | Coface Arena                   | 11 de diciembre | 20:30 |
| Bayern Múnich     | 2 - 0 | Ingolstadt 04            | Allianz Arena                  | 12 de diciembre | 15:30 |
| Wolfsburgo        | 1 - 1 | Hamburgo                 | Volkswagen Arena               | 12 de diciembre | 15:30 |
| Werder Bremen     | 1 - 1 | Colonia                  | Weserstadion                   | 12 de diciembre | 15:30 |
| Hoffenheim        | 1 - 0 | Hannover 96              | Wirsol Rhein-Neckar-Arena      | 12 de diciembre | 15:30 |
| Darmstadt 98      | 0 - 4 | Hertha Berlín            | Merck-Stadion am Böllenfalltor | 12 de diciembre | 15:30 |
| Bayer Leverkusen  | 5 - 0 | Borussia Mönchengladbach | BayArena                       | 12 de diciembre | 18:30 |
| Augsburgo         | 2 - 1 | Schalke 04               | WWK Arena                      | 13 de diciembre | 15:30 |
| Borussia Dortmund | 4 - 1 | Eintracht Frankfurt      | Signal Iduna Park              | 13 de diciembre | 17:30 |

| Schalke 04               | 1 - 0 | Hoffenheim        | Veltins-Arena       | 18 de diciembre | 20:30 |
| Hamburgo                 | 0 - 1 | Augsburgo         | Volksparkstadion    | 19 de diciembre | 15:30 |
| Eintracht Frankfurt      | 2 - 1 | Werder Bremen     | Commerzbank-Arena   | 19 de diciembre | 15:30 |
| Colonia                  | 2 - 1 | Borussia Dortmund | RheinEnergieStadion | 19 de diciembre | 15:30 |
| Hannover 96              | 0 - 1 | Bayern Múnich     | HDI-Arena           | 19 de diciembre | 15:30 |
| Ingolstadt 04            | 0 - 1 | Bayer Leverkusen  | Audi Sportpark      | 19 de diciembre | 15:30 |
| Stuttgart                | 3 - 1 | Wolfsburgo        | Mercedes-Benz Arena | 19 de diciembre | 18:30 |
| Hertha Berlín            | 2 - 0 | Mainz 05          | Olímpico de Berlín  | 20 de diciembre | 15:30 |
| Borussia Mönchengladbach | 3 - 2 | Darmstadt 98      | Borussia-Park       | 20 de diciembre | 17:30 |

### Segunda vuelta
| Hamburgo                 | 1 - 2 | Bayern Múnich     | Volksparkstadion          | 22 de enero | 20:30 |
| Colonia                  | 1 - 3 | Stuttgart         | RheinEnergieStadion       | 23 de enero | 15:30 |
| Hannover 96              | 1 - 2 | Darmstadt 98      | HDI-Arena                 | 23 de enero | 15:30 |
| Hertha Berlín            | 0 - 0 | Augsburgo         | Olímpico de Berlín        | 23 de enero | 15:30 |
| Hoffenheim               | 1 - 1 | Bayer Leverkusen  | Wirsol Rhein-Neckar-Arena | 23 de enero | 15:30 |
| Ingolstadt 04            | 1 - 0 | Mainz 05          | Audi Sportpark            | 23 de enero | 15:30 |
| Borussia Mönchengladbach | 1 - 3 | Borussia Dortmund | Borussia-Park             | 23 de enero | 18:30 |
| Eintracht Frankfurt      | 3 - 2 | Wolfsburgo        | Commerzbank-Arena         | 24 de enero | 15:30 |
| Schalke 04               | 1 - 3 | Werder Bremen     | Veltins-Arena             | 24 de enero | 17:30 |

| Mainz 05          | 1 - 0 | Borussia Mönchengladbach | Coface Arena                   | 29 de enero | 20:30 |
| Borussia Dortmund | 2 - 0 | Ingolstadt 04            | Signal Iduna Park              | 30 de enero | 15:30 |
| Bayer Leverkusen  | 3 - 0 | Hannover 96              | BayArena                       | 30 de enero | 15:30 |
| Augsburgo         | 0 - 0 | Eintracht Frankfurt      | WWK Arena                      | 30 de enero | 15:30 |
| Werder Bremen     | 3 - 3 | Hertha Berlín            | Weserstadion                   | 30 de enero | 15:30 |
| Darmstadt 98      | 0 - 2 | Schalke 04               | Merck-Stadion am Böllenfalltor | 30 de enero | 15:30 |
| Stuttgart         | 2 - 1 | Hamburgo                 | Mercedes-Benz Arena            | 30 de enero | 18:30 |
| Wolfsburgo        | 1 - 1 | Colonia                  | Volkswagen Arena               | 31 de enero | 15:30 |
| Bayern Múnich     | 2 - 0 | Hoffenheim               | Allianz Arena                  | 31 de enero | 17:30 |

| Borussia Mönchengladbach | 5 - 1 | Werder Bremen     | Borussia-Park             | 5 de febrero | 20:30 |
| Schalke 04               | 3 - 0 | Wolfsburgo        | Veltins-Arena             | 6 de febrero | 15:30 |
| Eintracht Frankfurt      | 2 - 4 | Stuttgart         | Commerzbank-Arena         | 6 de febrero | 15:30 |
| Hannover 96              | 0 - 1 | Mainz 05          | HDI-Arena                 | 6 de febrero | 15:30 |
| Hertha Berlín            | 0 - 0 | Borussia Dortmund | Olímpico de Berlín        | 6 de febrero | 15:30 |
| Ingolstadt 04            | 2 - 1 | Augsburgo         | Audi Sportpark            | 6 de febrero | 15:30 |
| Bayer Leverkusen         | 0 - 0 | Bayern Múnich     | BayArena                  | 6 de febrero | 18:30 |
| Hamburgo                 | 1 - 1 | Colonia           | Volksparkstadion          | 7 de febrero | 15:30 |
| Hoffenheim               | 0 - 2 | Darmstadt 98      | Wirsol Rhein-Neckar-Arena | 7 de febrero | 17:30 |

| Mainz 05          | 2 - 1 | Schalke 04               | Coface Arena                   | 12 de febrero | 20:30 |
| Borussia Dortmund | 1 - 0 | Hannover 96              | Signal Iduna Park              | 13 de febrero | 15:30 |
| Wolfsburgo        | 2 - 0 | Ingolstadt 04            | Volkswagen Arena               | 13 de febrero | 15:30 |
| Stuttgart         | 2 - 0 | Hertha Berlín            | Mercedes-Benz Arena            | 13 de febrero | 15:30 |
| Werder Bremen     | 1 - 1 | Hoffenheim               | Weserstadion                   | 13 de febrero | 15:30 |
| Darmstadt 98      | 1 - 2 | Bayer Leverkusen         | Merck-Stadion am Böllenfalltor | 13 de febrero | 15:30 |
| Colonia           | 3 - 1 | Eintracht Frankfurt      | RheinEnergieStadion            | 13 de febrero | 18:30 |
| Hamburgo          | 3 - 2 | Borussia Mönchengladbach | Volksparkstadion               | 14 de febrero | 15:30 |
| Augsburgo         | 1 - 3 | Bayern Múnich            | WWK Arena                      | 14 de febrero | 17:30 |

| Eintracht Frankfurt      | 0 - 0 | Hamburgo          | Commerzbank-Arena         | 19 de febrero | 20:30 |
| Bayern Múnich            | 3 - 1 | Darmstadt 98      | Allianz Arena             | 20 de febrero | 15:30 |
| Borussia Mönchengladbach | 1 - 0 | Colonia           | Borussia-Park             | 20 de febrero | 15:30 |
| Hertha Berlín            | 1 - 1 | Wolfsburgo        | Olímpico de Berlín        | 20 de febrero | 15:30 |
| Hoffenheim               | 3 - 2 | Mainz 05          | Wirsol Rhein-Neckar-Arena | 20 de febrero | 15:30 |
| Ingolstadt 04            | 2 - 0 | Werder Bremen     | Audi Sportpark            | 20 de febrero | 15:30 |
| Bayer Leverkusen         | 0 - 1 | Borussia Dortmund | BayArena                  | 21 de febrero | 15:30 |
| Schalke 04               | 1 - 1 | Stuttgart         | Veltins-Arena             | 21 de febrero | 17:30 |
| Hannover 96              | 0 - 1 | Augsburgo         | HDI-Arena                 | 21 de febrero | 17:30 |

| Colonia             | 0 - 1 | Hertha Berlín            | RheinEnergieStadion | 26 de febrero | 20:30 |
| Wolfsburgo          | 0 - 2 | Bayern Múnich            | Volkswagen Arena    | 27 de febrero | 15:30 |
| Hamburgo            | 1 - 1 | Ingolstadt 04            | Volksparkstadion    | 27 de febrero | 15:30 |
| Stuttgart           | 1 - 2 | Hannover 96              | Mercedes-Benz Arena | 27 de febrero | 15:30 |
| Werder Bremen       | 2 - 2 | Darmstadt 98             | Weserstadion        | 27 de febrero | 15:30 |
| Augsburgo           | 2 - 2 | Borussia Mönchengladbach | WWK Arena           | 28 de febrero | 15:30 |
| Borussia Dortmund   | 3 - 1 | Hoffenheim               | Signal Iduna Park   | 28 de febrero | 17:30 |
| Mainz 05            | 3 - 1 | Bayer Leverkusen         | Coface Arena        | 28 de febrero | 17:30 |
| Eintracht Frankfurt | 0 - 0 | Schalke 04               | Commerzbank-Arena   | 28 de febrero | 19:30 |

| Hannover 96              | 0 - 4 | Wolfsburgo          | HDI-Arena                      | 1 de marzo | 20:00 |
| Ingolstadt 04            | 1 - 1 | Colonia             | Audi Sportpark                 | 1 de marzo | 20:00 |
| Bayern Múnich            | 1 - 2 | Mainz 05            | Allianz Arena                  | 2 de marzo | 20:00 |
| Schalke 04               | 3 - 2 | Hamburgo            | Veltins-Arena                  | 2 de marzo | 20:00 |
| Bayer Leverkusen         | 1 - 4 | Werder Bremen       | BayArena                       | 2 de marzo | 20:00 |
| Borussia Mönchengladbach | 4 - 0 | Stuttgart           | Borussia-Park                  | 2 de marzo | 20:00 |
| Hertha Berlín            | 2 - 0 | Eintracht Frankfurt | Olímpico de Berlín             | 2 de marzo | 20:00 |
| Hoffenheim               | 2 - 1 | Augsburgo           | Wirsol Rhein-Neckar-Arena      | 2 de marzo | 20:00 |
| Darmstadt 98             | 0 - 2 | Borussia Dortmund   | Merck-Stadion am Böllenfalltor | 2 de marzo | 20:00 |

| Wolfsburgo          | 2 - 1 | Borussia Mönchengladbach | Volkswagen Arena    | 5 de marzo | 15:30 |
| Stuttgart           | 5 - 1 | Hoffenheim               | Mercedes-Benz Arena | 5 de marzo | 15:30 |
| Augsburgo           | 3 - 3 | Bayer Leverkusen         | WWK Arena           | 5 de marzo | 15:30 |
| Werder Bremen       | 4 - 1 | Hannover 96              | Weserstadion        | 5 de marzo | 15:30 |
| Eintracht Frankfurt | 1 - 1 | Ingolstadt 04            | Commerzbank-Arena   | 5 de marzo | 15:30 |
| Colonia             | 1 - 3 | Schalke 04               | RheinEnergieStadion | 5 de marzo | 15:30 |
| Borussia Dortmund   | 0 - 0 | Bayern Múnich            | Signal Iduna Park   | 5 de marzo | 18:30 |
| Mainz 05            | 0 - 0 | Darmstadt 98             | Coface Arena        | 6 de marzo | 15:30 |
| Hamburgo            | 2 - 0 | Hertha Berlín            | Volksparkstadion    | 6 de marzo | 17:30 |

| Hertha Berlín            | 2 - 0 | Schalke 04          | Olímpico de Berlín             | 11 de marzo | 20:30 |
| Darmstadt 98             | 2 - 2 | Augsburgo           | Merck-Stadion am Böllenfalltor | 12 de marzo | 15:30 |
| Ingolstadt 04            | 3 - 3 | Stuttgart           | Audi Sportpark                 | 12 de marzo | 15:30 |
| Hannover 96              | 0 - 2 | Colonia             | HDI-Arena                      | 12 de marzo | 15:30 |
| Borussia Mönchengladbach | 3 - 0 | Eintracht Frankfurt | Borussia-Park                  | 12 de marzo | 15:30 |
| Hoffenheim               | 1 - 0 | Wolfsburgo          | Wirsol Rhein-Neckar-Arena      | 12 de marzo | 15:30 |
| Bayern Múnich            | 5 - 0 | Werder Bremen       | Allianz Arena                  | 12 de marzo | 18:30 |
| Bayer Leverkusen         | 1 - 0 | Hamburgo            | BayArena                       | 13 de marzo | 15:30 |
| Borussia Dortmund        | 2 - 0 | Mainz 05            | Signal Iduna Park              | 13 de marzo | 17:30 |

| Schalke 04          | 2 - 1 | Borussia Mönchengladbach | Veltins-Arena       | 18 de marzo | 20:30 |
| Hertha Berlín       | 2 - 1 | Ingolstadt 04            | Olímpico de Berlín  | 19 de marzo | 15:30 |
| Colonia             | 0 - 1 | Bayern Múnich            | RheinEnergieStadion | 19 de marzo | 15:30 |
| Werder Bremen       | 1 - 1 | Mainz 05                 | Weserstadion        | 19 de marzo | 15:30 |
| Hamburgo            | 1 - 3 | Hoffenheim               | Volksparkstadion    | 19 de marzo | 15:30 |
| Wolfsburgo          | 1 - 1 | Darmstadt 98             | Volkswagen Arena    | 19 de marzo | 15:30 |
| Eintracht Frankfurt | 1 - 0 | Hannover 96              | Commerzbank-Arena   | 19 de marzo | 18:30 |
| Stuttgart           | 0 - 2 | Bayer Leverkusen         | Mercedes-Benz Arena | 20 de marzo | 15:30 |
| Augsburgo           | 1 - 3 | Borussia Dortmund        | WWK Arena           | 20 de marzo | 17:30 |

| Bayer Leverkusen         | 3 - 0 | Wolfsburgo          | BayArena                       | 1 de abril | 20:30 |
| Bayern Múnich            | 1 - 0 | Eintracht Frankfurt | Allianz Arena                  | 2 de abril | 15:30 |
| Hannover 96              | 0 - 3 | Hamburgo            | HDI-Arena                      | 2 de abril | 15:30 |
| Mainz 05                 | 4 - 2 | Augsburgo           | Coface Arena                   | 2 de abril | 15:30 |
| Ingolstadt 04            | 3 - 0 | Schalke 04          | Audi Sportpark                 | 2 de abril | 15:30 |
| Darmstadt 98             | 2 - 2 | Stuttgart           | Merck-Stadion am Böllenfalltor | 2 de abril | 15:30 |
| Borussia Dortmund        | 3 - 2 | Werder Bremen       | Signal Iduna Park              | 2 de abril | 18:30 |
| Borussia Mönchengladbach | 5 - 0 | Hertha Berlín       | Borussia-Park                  | 3 de abril | 15:30 |
| Hoffenheim               | 1 - 1 | Colonia             | Wirsol Rhein-Neckar-Arena      | 3 de abril | 17:30 |

| Hertha Berlín       | 2 - 2 | Hannover 96              | Olímpico de Berlín  | 8 de abril  | 20:30 |
| Hamburgo            | 1 - 2 | Darmstadt 98             | Volksparkstadion    | 9 de abril  | 15:30 |
| Stuttgart           | 1 - 3 | Bayern Múnich            | Mercedes-Benz Arena | 9 de abril  | 15:30 |
| Werder Bremen       | 1 - 2 | Augsburgo                | Weserstadion        | 9 de abril  | 15:30 |
| Eintracht Frankfurt | 0 - 2 | Hoffenheim               | Commerzbank-Arena   | 9 de abril  | 15:30 |
| Ingolstadt 04       | 1 - 0 | Borussia Mönchengladbach | Audi Sportpark      | 9 de abril  | 15:30 |
| Wolfsburgo          | 1 - 1 | Mainz 05                 | Volkswagen Arena    | 9 de abril  | 18:30 |
| Schalke 04          | 2 - 2 | Borussia Dortmund        | Veltins-Arena       | 10 de abril | 15:30 |
| Colonia             | 0 - 2 | Bayer Leverkusen         | RheinEnergieStadion | 10 de abril | 17:30 |

| Hannover 96       | 2 - 0 | Borussia Mönchengladbach | HDI-Arena                      | 15 de abril | 20:30 |
| Bayer Leverkusen  | 3 - 0 | Eintracht Frankfurt      | BayArena                       | 16 de abril | 15:30 |
| Augsburgo         | 1 - 0 | Stuttgart                | WWK Arena                      | 16 de abril | 15:30 |
| Werder Bremen     | 3 - 2 | Wolfsburgo               | Weserstadion                   | 16 de abril | 15:30 |
| Hoffenheim        | 2 - 1 | Hertha Berlín            | Wirsol Rhein-Neckar-Arena      | 16 de abril | 15:30 |
| Darmstadt 98      | 2 - 0 | Ingolstadt 04            | Merck-Stadion am Böllenfalltor | 16 de abril | 15:30 |
| Bayern Múnich     | 3 - 0 | Schalke 04               | Allianz Arena                  | 16 de abril | 18:30 |
| Borussia Dortmund | 3 - 0 | Hamburgo                 | Signal Iduna Park              | 17 de abril | 15:30 |
| Mainz 05          | 2 - 3 | Colonia                  | Coface Arena                   | 17 de abril | 17:30 |

| Hamburgo                 | 2 - 1 | Werder Bremen     | Volksparkstadion    | 22 de abril | 20:30 |
| Wolfsburgo               | 0 - 2 | Augsburgo         | Volkswagen Arena    | 23 de abril | 15:30 |
| Stuttgart                | 0 - 3 | Borussia Dortmund | Mercedes-Benz Arena | 23 de abril | 15:30 |
| Colonia                  | 4 - 1 | Darmstadt 98      | RheinEnergieStadion | 23 de abril | 15:30 |
| Hertha Berlín            | 0 - 2 | Bayern Múnich     | Olímpico de Berlín  | 23 de abril | 15:30 |
| Ingolstadt 04            | 2 - 2 | Hannover 96       | Audi Sportpark      | 23 de abril | 15:30 |
| Schalke 04               | 2 - 3 | Bayer Leverkusen  | Veltins-Arena       | 23 de abril | 18:30 |
| Borussia Mönchengladbach | 3 - 1 | Hoffenheim        | Borussia-Park       | 24 de abril | 15:30 |
| Eintracht Frankfurt      | 2 - 1 | Mainz 05          | Commerzbank-Arena   | 24 de abril | 17:30 |

| Augsburgo         | 0 - 0 | Colonia                  | WWK Arena                      | 29 de abril | 20:30 |
| Bayern Múnich     | 1 - 1 | Borussia Mönchengladbach | Allianz Arena                  | 30 de abril | 15:30 |
| Borussia Dortmund | 5 - 1 | Wolfsburgo               | Signal Iduna Park              | 30 de abril | 15:30 |
| Hannover 96       | 1 - 3 | Schalke 04               | HDI-Arena                      | 30 de abril | 15:30 |
| Hoffenheim        | 2 - 1 | Ingolstadt 04            | Wirsol Rhein-Neckar-Arena      | 30 de abril | 15:30 |
| Mainz 05          | 0 - 0 | Hamburgo                 | Coface Arena                   | 30 de abril | 15:30 |
| Darmstadt 98      | 1 - 2 | Eintracht Frankfurt      | Merck-Stadion am Böllenfalltor | 30 de abril | 15:30 |
| Bayer Leverkusen  | 2 - 1 | Hertha Berlín            | BayArena                       | 30 de abril | 18:30 |
| Werder Bremen     | 6 - 2 | Stuttgart                | Weserstadion                   | 2 de mayo   | 20:15 |

| Schalke 04               | 1 - 1 | Augsburgo         | Veltins-Arena       | 7 de mayo | 15:30 |
| Borussia Mönchengladbach | 2 - 1 | Bayer Leverkusen  | Borussia-Park       | 7 de mayo | 15:30 |
| Hamburgo                 | 0 - 1 | Wolfsburgo        | Volksparkstadion    | 7 de mayo | 15:30 |
| Stuttgart                | 1 - 3 | Mainz 05          | Mercedes-Benz Arena | 7 de mayo | 15:30 |
| Eintracht Frankfurt      | 1 - 0 | Borussia Dortmund | Commerzbank-Arena   | 7 de mayo | 15:30 |
| Colonia                  | 0 - 0 | Werder Bremen     | RheinEnergieStadion | 7 de mayo | 15:30 |
| Hannover 96              | 1 - 0 | Hoffenheim        | HDI-Arena           | 7 de mayo | 15:30 |
| Hertha Berlín            | 1 - 2 | Darmstadt 98      | Olímpico de Berlín  | 7 de mayo | 15:30 |
| Ingolstadt 04            | 1 - 2 | Bayern Múnich     | Audi Sportpark      | 7 de mayo | 15:30 |

| Bayern Múnich     | 3 - 1 | Hannover 96              | Allianz Arena                  | 14 de mayo | 15:30 |
| Borussia Dortmund | 2 - 2 | Colonia                  | Signal Iduna Park              | 14 de mayo | 15:30 |
| Bayer Leverkusen  | 3 - 2 | Ingolstadt 04            | BayArena                       | 14 de mayo | 15:30 |
| Wolfsburgo        | 3 - 1 | Stuttgart                | Volkswagen Arena               | 14 de mayo | 15:30 |
| Augsburgo         | 1 - 3 | Hamburgo                 | WWK Arena                      | 14 de mayo | 15:30 |
| Werder Bremen     | 1 - 0 | Eintracht Frankfurt      | Weserstadion                   | 14 de mayo | 15:30 |
| Hoffenheim        | 1 - 4 | Schalke 04               | Wirsol Rhein-Neckar-Arena      | 14 de mayo | 15:30 |
| Mainz 05          | 0 - 0 | Hertha Berlín            | Coface Arena                   | 14 de mayo | 15:30 |
| Darmstadt 98      | 0 - 2 | Borussia Mönchengladbach | Merck-Stadion am Böllenfalltor | 14 de mayo | 15:30 |

| Bundesliga                        |
|                                   |
| Campeón Bayern Múnich 26.° título |

## Estadísticas
| Robert Lewandowski                       | Bayern Múnich            | 30 | 32 | 0.94 |
| Pierre Emerick Aubameyang                | Borussia Dortmund        | 25 | 31 | 0.81 |
| Thomas Müller                            | Bayern Múnich            | 20 | 31 | 0.65 |
| Javier Hernández                         | Bayer Leverkusen         | 17 | 28 | 0.63 |
| Anthony Modeste                          | Colonia                  | 15 | 34 | 0.44 |
| Claudio Pizarro                          | Werder Bremen            | 14 | 28 | 0.5  |
| Salomon Kalou                            | Hertha Berlín            | 14 | 32 | 0.44 |
| Sandro Wagner                            | Darmstadt 98             | 14 | 32 | 0.44 |
| Raffael                                  | Borussia Mönchengladbach | 13 | 31 | 0.42 |
| Daniel Didavi                            | Stuttgart                | 13 | 31 | 0.42 |
| Alexander Meier                          | Eintracht Frankfurt      | 12 | 19 | 0.63 |
| Marco Reus                               | Borussia Dortmund        | 12 | 26 | 0.46 |
| Moritz Hartmann                          | Ingolstadt 04            | 12 | 30 | 0.4  |
| Klaas-Jan Huntelaar                      | Schalke 04               | 12 | 31 | 0.39 |
| Henrikh Mkhitaryan                       | Borussia Dortmund        | 11 | 31 | 0.35 |
| Anthony Ujah                             | Werder Bremen            | 11 | 32 | 0.34 |
| Yunus Malli                              | Mainz 05                 | 11 | 34 | 0.32 |
| Última actualización: 14 de mayo de 2016 |                          |    |    |      |

| Jugador                | Equipo                   | Autogoles |
| ---------------------- | ------------------------ | --------- |
| Martin Hinteregger     | Borussia Mönchengladbach | 2         |
| Georg Niedermeier      | Stuttgart                | 2         |
| Aytac Sulu             | Darmstadt 98             | 2         |
| Xabi Alonso            | Bayern Múnich            | 1         |
| Federico Barba         | Stuttgart                | 1         |
| Timo Baumgartl         | Stuttgart                | 1         |
| Andreas Christensen    | Borussia Mönchengladbach | 1         |
| Papy Djilobodji        | Werder Bremen            | 1         |
| Albin Ekdal            | Hamburgo                 | 1         |
| Alejandro Gálvez       | Werder Bremen            | 1         |
| György Garics          | Darmstadt 98             | 1         |
| Theodor Gebre Selassie | Werder Bremen            | 1         |
| Christian Gentner      | Stuttgart                | 1         |
| Kevin Großkreutz       | Stuttgart                | 1         |
| Adam Hloušek           | Stuttgart                | 1         |
| Mats Hummels           | Borussia Dortmund        | 1         |
| Aaron Hunt             | Hamburgo                 | 1         |
| Bernd Leno             | Bayer Leverkusen         | 1         |
| Eugen Polanski         | Hoffenheim               | 1         |
| Sascha Riether         | Schalke 04               | 1         |
| Fabian Schär           | Hoffenheim               | 1         |
| Jeremy Toljan          | Hoffenheim               | 1         |
| Felipe                 | Hannover 96              | 1         |
| Paul Verhaegh          | Augsburgo                | 1         |

| Henrikh Mkhitaryan                       | Borussia Dortmund        | 15 | 31 |
| Karim Bellarabi                          | Bayer Leverkusen         | 11 | 33 |
| Zlatko Junuzović                         | Werder Bremen            | 10 | 30 |
| Raffael                                  | Borussia Mönchengladbach | 10 | 31 |
| Douglas Costa                            | Bayern Múnich            | 9  | 27 |
| Lars Stindl                              | Borussia Mönchengladbach | 8  | 30 |
| Mahmoud Dahoud                           | Borussia Mönchengladbach | 8  | 32 |
| Gonzalo Castro                           | Borussia Dortmund        | 7  | 25 |
| Shinji Kagawa                            | Borussia Dortmund        | 7  | 29 |
| Kevin Volland                            | Hoffenheim               | 7  | 33 |
| Hiroshi Kiyotake                         | Hannover 96              | 6  | 21 |
| Kingsley Coman                           | Bayern Múnich            | 6  | 23 |
| Max Kruse                                | Wolfsburgo               | 6  | 32 |
| Max Meyer                                | Schalke 04               | 6  | 32 |
| Leroy Sané                               | Schalke 04               | 6  | 33 |
| Última actualización: 14 de mayo de 2016 |                          |    |    |

## Datos y más estadísticas

### Récords de goles
- Primer gol de la temporada: Anotado por Mehdi Benatia, por el Bayern Múnich ante el Hamburgo (14 de agosto de 2015).
- Último gol de la temporada: Anotado por Marco Reus, por el Borussia Dortmund ante el Colonia (14 de mayo de 2016).
- Gol más rápido: Anotado a los 9 segundos por Kevin Volland, en el Hoffenheim 1 - 2 Bayern Múnich (22 de agosto de 2015).
- Gol más cercano al final del encuentro: Anotado en el minuto 93 por Adrián Ramos en el Borussia Dortmund 3 - 1 Hertha Berlín (30 de agosto de 2015).

#### Tripletas o más
Aquí se encuentra la lista de tripletas o hat-tricks y póker de goles (en general, tres o más goles anotados por un jugador en un mismo encuentro) convertidos en la temporada.
| Fecha      | Jugador                   | Goles                       | Local               | Resultado | Visitante                | Jornada    |
| ---------- | ------------------------- | --------------------------- | ------------------- | --------- | ------------------------ | ---------- |
| 12/9/2015  | Alexander Meier           | 4' · 23' · 87'              | Eintracht Frankfurt | 6 - 2     | Colonia                  | Jornada 4  |
| 18/9/2015  | Yunus Malli               | 18' · 61' · 68'             | Mainz 05            | 3 - 1     | Hoffenheim               | Jornada 5  |
| 22/9/2015  | Robert Lewandowski        | 51' · 52' · 55' · 57' · 60' | Bayern de Múnich    | 5 - 1     | Wolfsburgo               | Jornada 6  |
| 17/10/2015 | Max Kruse                 | 1' · 62' · 83'              | Wolfsburgo          | 4 - 2     | Hoffenheim               | Jornada 9  |
| 25/10/2015 | Pierre Emerick Aubameyang | 18' · 85' · 90+1'           | Borussia Dortmund   | 5 - 1     | Augsburgo                | Jornada 10 |
| 31/10/2015 | Yoshinori Mutō            | 18' · 30' · 90+3'           | Augsburgo           | 3 - 3     | Mainz 05                 | Jornada 11 |
| 6/11/2015  | Salomon Kalou             | 33' · 60' · 87' (P)         | Hannover 96         | 1 - 3     | Hertha Berlín            | Jornada 12 |
| 12/12/2015 | Javier Hernández          | 63' · 75' · 76'             | Bayer Leverkusen    | 5 - 0     | Borussia Mönchengladbach | Jornada 16 |
| 24/1/2016  | Alexander Meier           | 66' · 73' · 90+3'           | Eintracht Frankfurt | 3 - 2     | Wolfsburgo               | Jornada 18 |
| 1/3/2016   | André Schürrle            | 36' · 59' · 62'             | Hannover 96         | 0 - 4     | Wolfsburgo               | Jornada 24 |
| 2/3/2016   | Claudio Pizarro           | 55' · 65' · 83'             | Bayer Leverkusen    | 1 - 4     | Werder Bremen            | Jornada 24 |
| 5/3/2016   | Ja-cheol Koo              | 5' · 44' · 57'              | Augsburgo           | 3 - 3     | Bayer Leverkusen         | Jornada 25 |

## Play-off de ascenso y descenso
| 19 de mayo de 2016, 20:30 | Eintracht Frankfurt | 1:1 (0:1) | Núremberg       | Commerzbank Arena, Fráncfort                               |                                                            |
|                           | Gaćinović 66'       | Reporte   | Russ 42' (a.g.) | Asistencia: 51.500 espectadores Árbitro(s): Daniel Siebert | Asistencia: 51.500 espectadores Árbitro(s): Daniel Siebert |

| 23 de mayo de 2016, 20:30 | Núremberg | 0:1 (0:0) | Eintracht Frankfurt | Grundig-Stadion, Núremberg                                    |                                                               |
|                           |           | Reporte   | Seferović 66'       | Asistencia: 50.000 espectadores Árbitro(s): Christian Dingert | Asistencia: 50.000 espectadores Árbitro(s): Christian Dingert |

El Eintracht Frankfurt gana al Núremberg por un resultado global de 2-1 y se mantiene en la 1. Bundesliga.

## Fichajes

### Fichajes más caros del mercado de verano
| Pos. | Jugador               | Club de destino          | Club de origen           | Precio (€) | Ref.   |
| ---- | --------------------- | ------------------------ | ------------------------ | ---------- | ------ |
| 1.º  | Arturo Vidal          | Bayern de Múnich         | Juventus                 | 38.000.000 | [ 35 ] |
| 2.º  | Julian Draxler        | Wolfsburgo               | Schalke 04               | 36.500.000 | [ 36 ] |
| 3.º  | Douglas Costa         | Bayern de Múnich         | Shaktar Donetsk          | 30.000.000 | [ 37 ] |
| 4.º  | Max Kruse             | Wolfsburgo               | Borussia Mönchengladbach | 15.000.000 | [ 38 ] |
| 5.º  | Charles Aránguiz      | Bayer Leverkusen         | Internacional            | 14.500.000 | [ 39 ] |
| 6.º  | Josip Drmić           | Borussia Mönchengladbach | Bayer Leverkusen         | 10.000.000 |        |
| 6.º  | Johannes Geis         | Schalke 04               | Mainz 05                 | 10.000.000 |        |
| 6.º  | Jonathan Tah          | Bayer Leverkusen         | Hamburgo                 | 10.000.000 |        |
| 6.º  | Javier Hernández      | Bayer Leverkusen         | Manchester United        | 10.000.000 |        |
| 7.º  | Matija Nastasić       | Schalke 04               | Manchester City          | 9.500.000  |        |
| 8.º  | Eduardo Vargas        | Hoffenheim               | Napoli                   | 7.000.000  |        |
| 9.º  | Kyriakos Papadopoulos | Bayer Leverkusen         | Schalke 04               | 6.500.000  |        |
| 10.º | Franco Di Santo       | Schalke 04               | Werder Bremen            | 6.000.000  |        |

## Once ideal
| Porteros     | Defensas                                         | Centrocampistas                                 | Delanteros                                                    |
| ------------ | ------------------------------------------------ | ----------------------------------------------- | ------------------------------------------------------------- |
| Loris Karius | Aytaç Sulu Mats Hummels Jonathan Tah David Alaba | Mahmoud Dahoud Thomas Müller Henrikh Mkhitaryan | Robert Lewandowski Javier Hernández Pierre Emerick Aubameyang |